# Gaëtan Bille
Pour les articles homonymes, voir Bille.
Gaëtan Bille (né le 6 avril 1988 à Soest en Allemagne) est un coureur cycliste belge, professionnel entre 2011 et 2017. 

## Biographie
Gaëtan Bille a d'abord été un coureur de VTT. Il a notamment remporté le titre de champion de Wallonie chez les cadets en 2004.
En 2006, il rejoint les rangs du VC Ardennes pour se consacrer exclusivement au cyclisme sur route. Il remporte cinq victoires dont le Trofeo Emilio Paganessi (1.1 juniors) en Italie, se distingue sur les courses internationales et est sélectionné en équipe de Belgique junior,. 
Toujours au VC Ardennes en 2007, il passe en catégorie espoirs (moins de 23 ans).
En 2009, Gaëtan Bille est engagé par l'équipe continentale Verandas Willems. Il y effectue une saison « en demi-teinte ». N'y étant pas renouvelé, il court au RC Pesant Club Liégeois en 2010. Il y bénéficie d'un « contrat Rosetta » (convention de premier emploi). Avec l'équipe de Belgique espoirs, il fait un Tour de l'Avenir remarqué pour son travail au service de Yannick Eijssen, porteur du maillot jaune pendant trois jours. 
En 2011, il devient professionnel au sein de l'équipe continentale Wallonie Bruxelles-Crédit agricole. Il gagne cette année-là Zellik-Galmaarden ainsi que des étapes du Rhône-Alpes Isère Tour et de la Ronde de l'Oise.

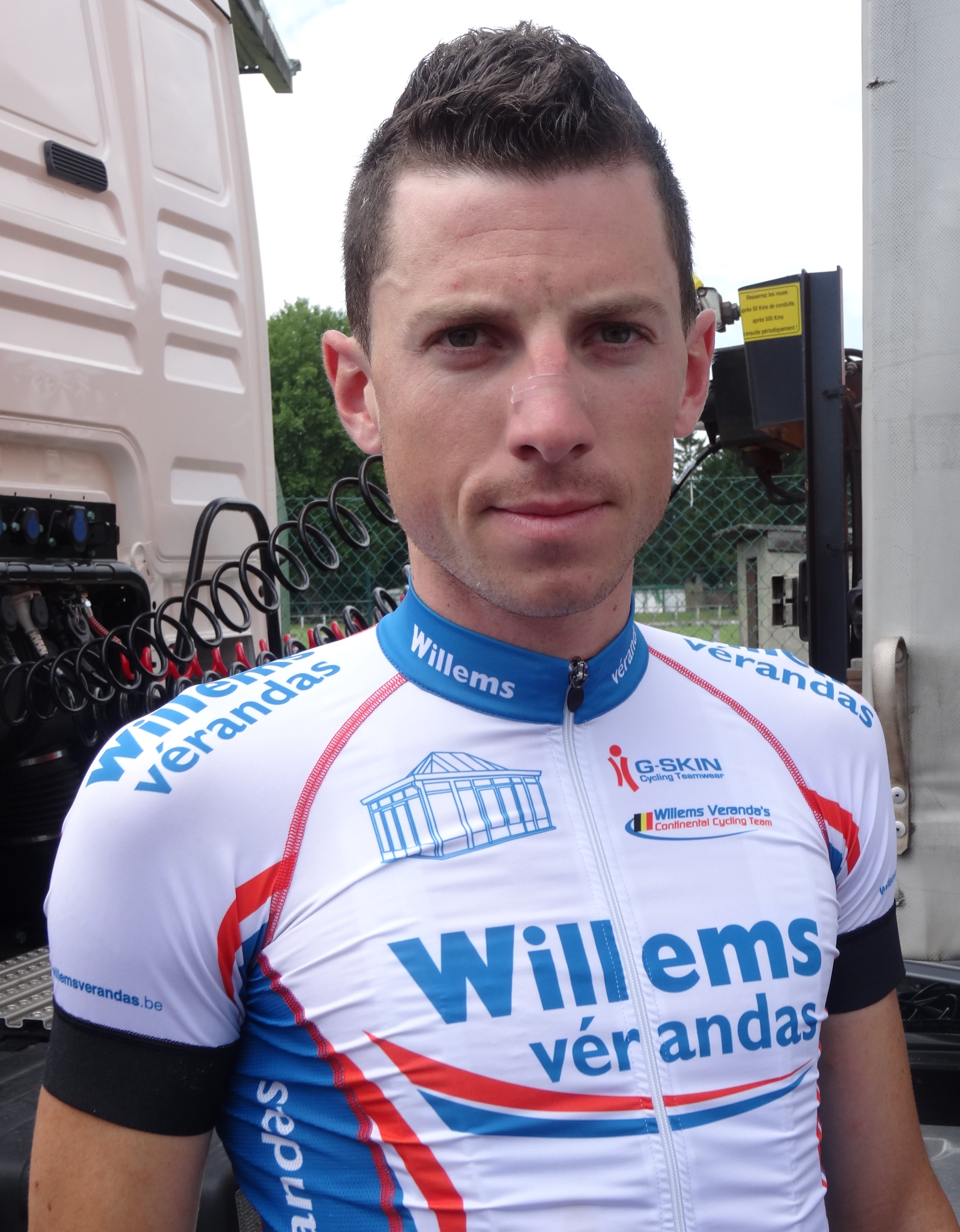
Gaëtan Bille lors du Mémorial Philippe Van Coningsloo 2014 à Wavre.

En 2012, il est recruté par l'équipe Lotto-Belisol, dotée du statut de ProTeam. En avril, il remporte le Grand Prix Pino Cerami. Il y devance Romain Feillu et Jonas Van Genechten, passé comme lui de Wallonie Bruxelles-Crédit agricole à Lotto-Belisol. Il participe au Tour d'Italie, son premier grand tour. L'année suivante, il commence sa saison à la Tropicale Amissa Bongo, au Gabon, dont il prend la troisième place.
À l'issue de la saison 2013, Gaetan Bille n'est pas conservé par l'équipe Lotto-Belisol. Il s'engage pour l'année 2014 avec l'équipe continentale Verandas Willems. Après avoir été équipier pendant deux ans chez Lotto-Belisol, il espère avoir « davantage de responsabilité » dans cette nouvelle équipe,. L'année 2014 lui permet de renouer avec la victoire puisqu'il remporte notamment le classement général de la Flèche du Sud et l'épreuve belge Romsée-Stavelot-Romsée. 
Au premier semestre 2015, il termine deuxième de la Flèche ardennaise, avant de gagner la première étape de la Flèche du Sud ainsi que l'épreuve belge Romsée-Stavelot-Romsée pour la seconde fois consécutive. Durant l'été, il s'adjuge le prologue du Tour du Portugal et le classement général du Tour du Frioul-Vénétie julienne.
En fin de saison il signe un contrat avec l'équipe continentale professionnelle Wanty-Groupe Gobert. L'année 2016 est marquée par la mort en course d'Antoine Demoitié, coéquipier et ami de Gaëtan Bille, qui « le [considérait] comme un membre de [sa] famille ». Blessé plusieurs fois par des chutes (au Tour de Valence, au Tour de Wallonie), Gaëtan Bille obtient des résultats moins bons qu'au cours de la saison précédente. Il est notamment troisième d'une étape du Tour de Catalogne, cinquième du Circuit de la Sarthe, neuvième du Grand Prix d'ouverture La Marseillaise, du Tour de Luxembourg, du Grand Prix du canton d'Argovie.
Il s'engage pour l'année 2017 avec la nouvelle équipe continentale professionnelle Verandas Willems-Crelan, dirigée par Nick Nuyens et issue de la fusion de son ancienne équipe Verandas Willems avec Crelan qui sponsorisé l'équipe Crelan-Vastgoedservice en 2016.
En 2018, il rejoint l'équipe continentale Sovac-Natura4Ever, au sein de laquelle il ne bénéficie pas d'un contrat professionnel. Il arrête sa carrière professionnelle au cours de l'année et rejoint l'Uni Sport Lamentinois, en Guadeloupe, où il dispute notamment le Tour de la Guadeloupe.

## Palmarès

### Palmarès sur route
- 2006
  - Trofeo Emilio Paganessi
- 2008
  - 3e de la Course des chats
- 2011
  - Zellik-Galmaarden
  - 2e étape du Rhône-Alpes Isère Tour
  - 3e étape de la Ronde de l'Oise
- 2012
  - Grand Prix Pino Cerami
- 2013
  - 3e de la Tropicale Amissa Bongo

- 2014
  - Flèche du Sud :
    - Classement général
    - 2e étape

  - Romsée-Stavelot-Romsée

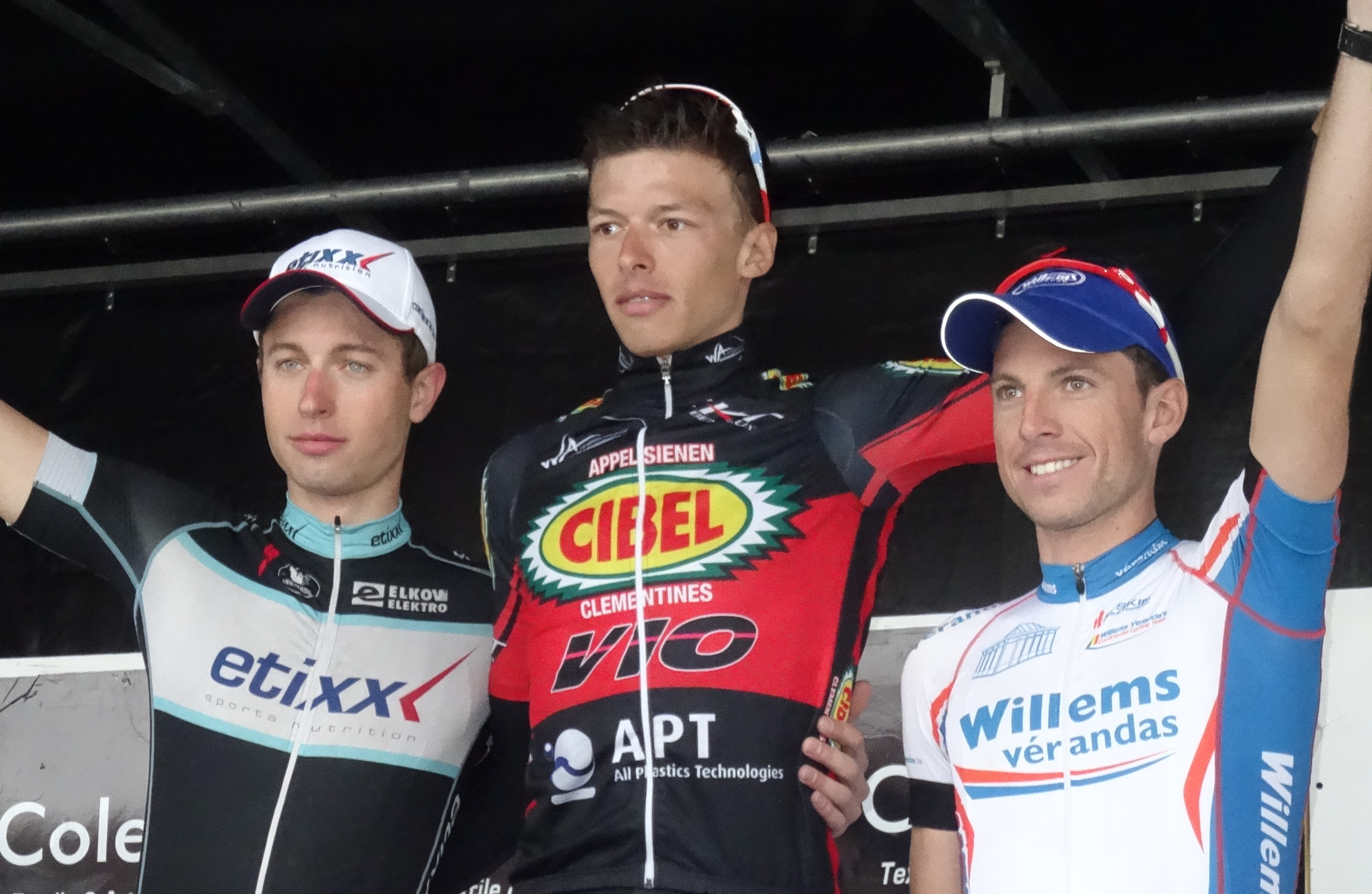
Podium de l'édition 2014 du Grand Prix des commerçants de Templeuve : Łukasz Wiśniowski (2e), Oliver Naesen (1er) et Gaëtan Bille (3e).

  - Grand Prix de la ville de Pérenchies
  - 2e de la Course des chats
  - 3e du Grand Prix des commerçants de Templeuve

- 2015
  - 1re étape de la Flèche du Sud

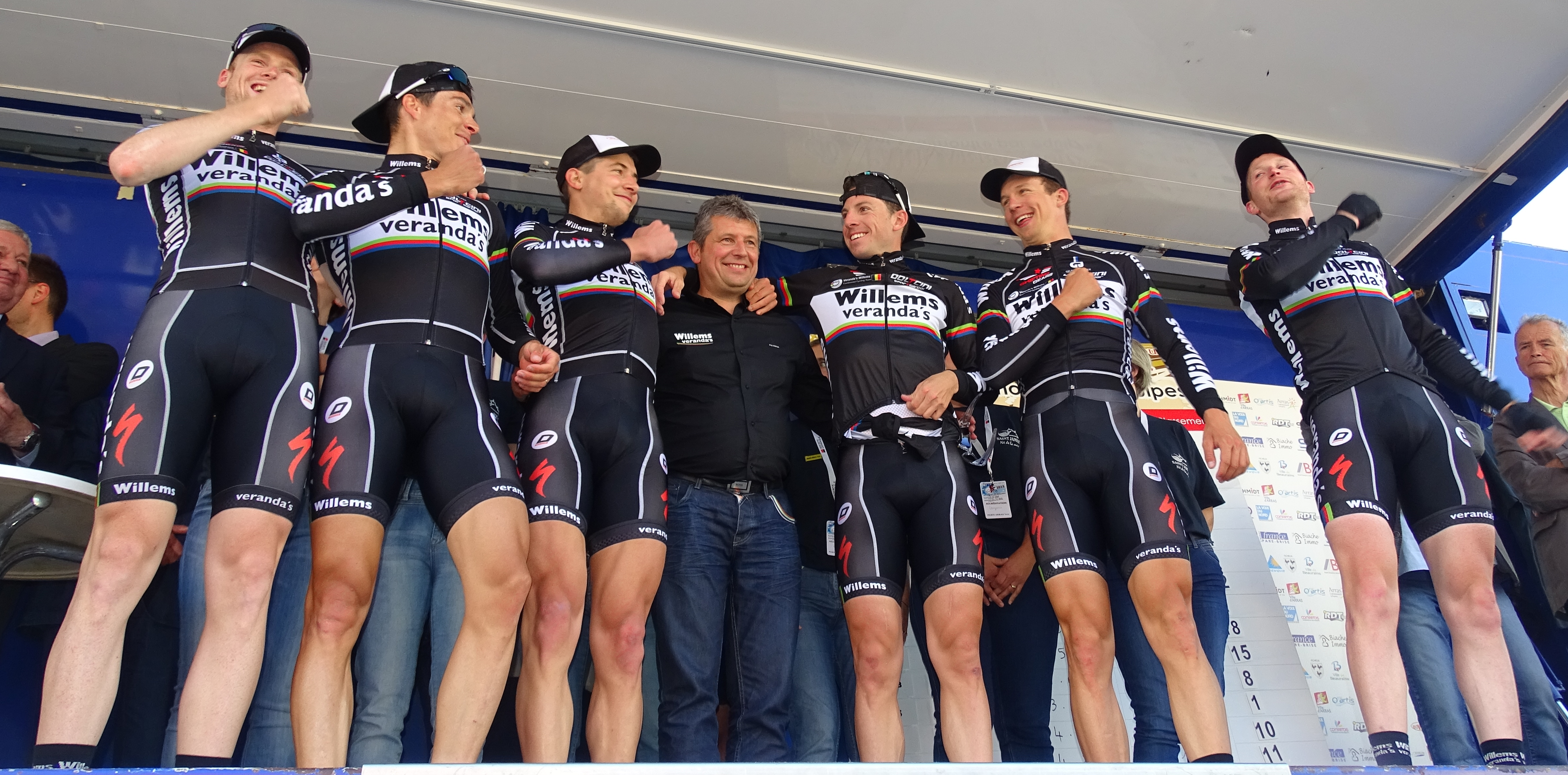
L'équipe Verandas Willems, constituée de Stef Van Zummeren, Olivier Pardini, Christophe Prémont, du directeur sportif Gautier De Winter, Gaëtan Bille, Dimitri Claeys et Joeri Calleeuw, remporte le contre-la-montre par équipes de la 1re étape du Paris-Arras Tour 2015.

  - 1re étape du Paris-Arras Tour (contre-la-montre par équipes)
  - Romsée-Stavelot-Romsée
  - Prologue du Tour du Portugal
  - 1re étape du Ronde van Midden-Nederland (contre-la-montre par équipes)
  - Classement général du Tour du Frioul-Vénétie julienne
  - 2e de la Flèche ardennaise
  - 2e du Paris-Arras Tour
  - 2e du Ronde van Midden-Nederland
  - 3e de la Flèche du Sud
  - 3e du Tour de Belgique
- 2018
  - Prologue du Grand Prix d'Alger
  - Tour de la Pharmacie Centrale : 
    - Classement général
    - 2e étape

  - 3e du Grand Prix d'Alger
- 2019
  - 1re épreuve des Six Jours du Crédit agricole (contre-la-montre)
  - 3e étape du Grand Prix du SDIS (contre-la-montre)
  - 1re (contre-la-montre) et 4e étapes du Tour de Marie-Galante
  - 8eb étape du Tour de la Guadeloupe (contre-la-montre)
  - 3e du Tour de Marie-Galante

### Résultats sur les grands tours

#### Tour d'Italie
1 participation
- 2012 : abandon (17e étape)

### Classements mondiaux
| Année           | 2010 | 2011 | 2012 | 2013 | 2014 | 2015 | 2016 | 2017   | 2018   | 2019   | 2020 |
| --------------- | ---- | ---- | ---- | ---- | ---- | ---- | ---- | ------ | ------ | ------ | ---- |
| UCI World Tour  |      |      | nc   | nc   |      |      |      |        |        |        |      |
| UCI Europe Tour | 831e | 147e |      |      | 54e  | 7e   | 232e | 1 462e | 1 590e | 1 510e |      |